# Brasão de armas de Marrocos
O actual brasão de armas de Marrocos (formalmente; o brasão real de armas) foi introduzido a 14 de Agosto de 1957. Foi desenvolvido pelos artistas gráficos Gauthier e Hainaut e mostra um pentagrama num fundo vermelho perante a Cordilheira do Atlas e um sol nascente com a coroa real no topo. Os suportes do escudo são dois leões. Na tira em baixo, a inscrição em Árabe lê-se: Se acudires a Deus, Ele acudir-te-á (Alcorão, Verso 7, Sura 47).